# Solenodon paradoxus
Solenodon paradoxus là một loài động vật có vú thuộc chi Solenodon chỉ sinh sống trên đảo Hispaniola, một hòn đảo được chia ra bởi Haiti và Cộng hòa Dominica. Nó được mô tả bởi Brandt năm 1833. Một loài tương tự nhưng nhỏ hơn S. marcanoi, từng sống trên đảo, nhưng đã tuyệt chủng vào thời kỳ thuộc địa.

## Mô tả

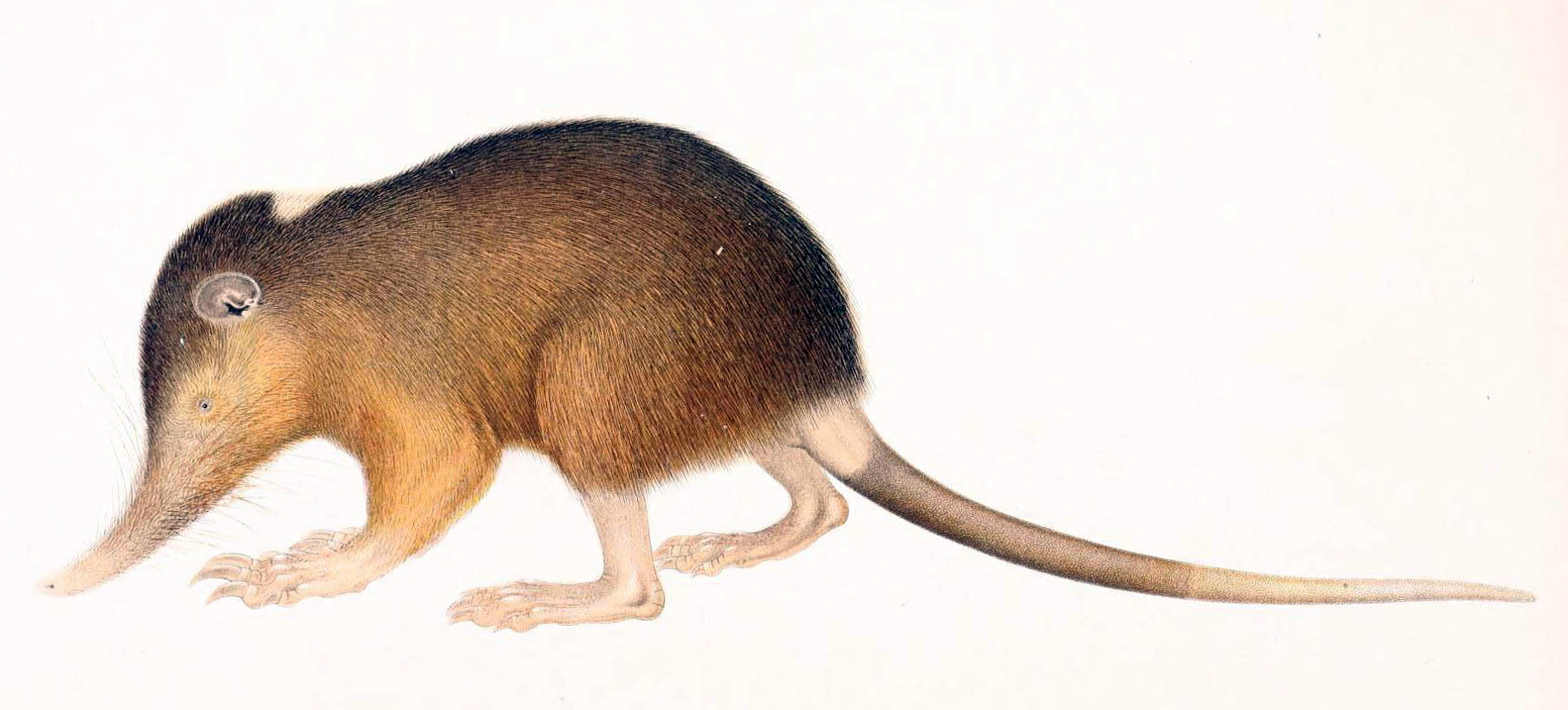
Hình minh họa

S. paradoxus bề ngoài giống chuột chù to quá khổ; con đực và con cái kích thước tương tự nhau. Con trưởng thành dài từ 49 đến 72 cm (19 đến 28 in), trong đó đuôi dài 20 đến 25 cm (7,9 đến 9,8 in), và nặng trung bình khoảng 800 g (28 oz). Dù chúng có sự đa dạng nhất định về màu sắc, chúng thường có tông màu bụi bặm khắp cơ thể, với phần bụng dưới nhạt màu hơn. Đuôi, chân, mõm, và phần quanh mắt trụi lông.